# Paradigma de dicas preditivas
O Paradigma de Dicas Preditivas é um método de psicologia experimental usado para estudar e medir a atenção. Este paradigma foi formulado pelo psicólogo americano Michael Posner e publicado em revista científica em 1980 . É usado para avaliar a capacidade de um indivíduo em realizar uma mudança ou deslocamento do foco da atenção no espaço.

## Método

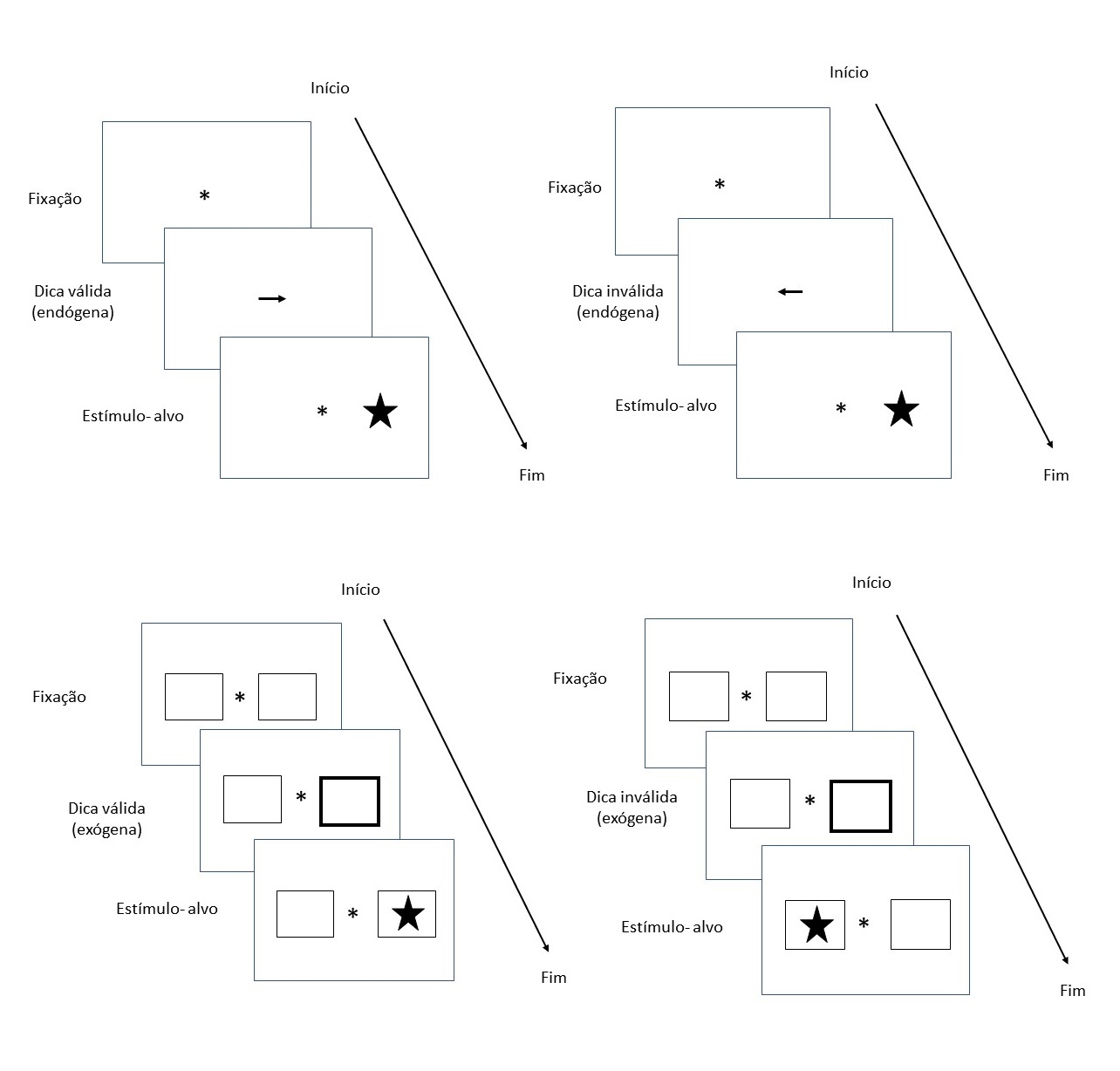
Representação esquemática da sequência de eventos do paradigma de dicas preditivas de Posner, com exemplos de dicas endógenas e exógenas, válidas e inválidas. O sujeito fixa o olhar no ponto central da tela e deve detectar o alvo o mais rápido possível. Os intervalos de tempo entre cada um dos eventos podem variar e são manipulados pelo experimentador.

A tarefa de dicas espaciais de Posner é usada para medir os tempos de reação manual e de movimentos oculares a estímulos-alvo, com o intuito de investigar os efeitos da orientação da atenção em resposta a diferentes condições de dicas. Nesse paradigma, os sujeitos sentam-se em frente de uma tela de computador situada na altura dos olhos e são instruídos a fixar o olhar em um ponto central na tela, marcado por uma cruz ou ponto. Uma dica é apresentada rapidamente na tela; após o desaparecimento da dica e um breve intervalo de tempo, um estímulo-alvo (normalmente uma forma geométrica) aparece à esquerda ou à direita do centro da tela. O observador deve responder o mais rápido possível em qual dos lados da tela apareceu o alvo. Para medir o tempo de reação (TR), um mecanismo de registro das respostas é colocado em frente ao sujeito, normalmente um teclado de computador que é pressionado quando da detecção do alvo. O procedimento é repetido num número de vezes predeterminado pelo 
	experimentador.
	Em seus primeiros experimentos, Posner usou intervalos de tempo entre a dica e o aparecimento do estímulo-alvo que variavam entre 100 e 800 ms. Este paradigma experimental é muito efetivo em mudar a direção da alocação da atenção do sujeito  .

### Dicas endógenas e exógenas
Dois grandes tipos de dicas são usados na tarefa de Posner para analisar a orientação da atenção: dicas exógenas e dicas endógenas. Essa classificação binária baseia-se no grau de controle volitivo do observador sobre a alocação de seus próprios recursos atentivos. A atenção endógena é aquela que pode ser direcionada voluntariamente pelo observador, a partir de suas metas ou objetivos; já a atenção exógena é aquela que é “capturada” involuntariamente por eventos no ambiente (e.g. movimentos, aparecimento ou desaparecimento repentino de estímulos presentes numa cena, sons) e não requer controle consciente do sujeito . As dicas endógenas são direcionais e a resposta do sujeito a elas é voluntária, passível de controle consciente; considera-se que seu mecanismo de funcionamento envolve processamento top-down. Já dicas exógenas são conduzidas pelo próprio estímulo ambiental e ativam processos bottom-up de modo mais automático e independente do controle consciente do sujeito . No paradigma de Posner, setas apresentadas no centro da tela são consideradas como dicas endógenas, pois precisam ser interpretadas semanticamente pelo sujeito antes do direcionamento do foco da atenção para o local indicado. Estas dicas consistem em inputs sensoriais no centro do campo visual. Já as dicas exógenas consistem no aparecimento rápido de estímulos (e.g. traços sublinhados) na periferia do campo de visão, no próprio local do alvo ou próximos a ele. 

### Dicas válidas e inválidas
Posner concebeu um esquema de uso de dicas válidas e inválidas ao longo das provas de seu experimento. Nas provas com dicas válidas, o estímulo-alvo é apresentado na área assinalada pela dica. Por exemplo, se a dica consistir em uma seta apontando para a direita, o estímulo subsequente de fato aparecerá no lado direito da tela. Contrariamente, em provas com dicas inválidas, o estímulo-alvo aparecerá no lado oposto ao indicado pela dica. Neste caso, a seta aponta para a direita (direcionando a atenção do sujeito para este lado), mas o alvo aparece no lado esquerdo da tela. Posner usou a razão de 80% de provas com dicas válidas e 20% de provas com dicas inválidas em seu estudo original . 
	O observador aprende que normalmente a dica é válida, reforçando a tendência de direcionar a atenção ao lado indicado. Esta razão torna vantajoso ao participante orientar sua atenção ao lado apontado pela dica, já que ela seria um preditor confiável da localização do alvo na maioria das vezes, o que gera uma detecção do alvo mais eficiente, com respostas subsequentes mais rápidas e precisas. Em algumas tarefas há provas com dicas neutras, que não dão ao participante qualquer informação sobre o local provável do aparecimento do alvo. Uma seta dupla (com duas pontas) é um exemplo de dica neutra . 
	A comparação do desempenho sob as condições de dica válida, inválida e neutra permite analisar se as dicas estão direcionando a atenção para uma localização específica no campo visual e se beneficiam ou prejudicam a performance atencional do sujeito. Em algumas aplicações do paradigma de dicas preditivas, o participante não pode movimentar os olhos em resposta à dica. Neste caso, diferenças nos tempos de reação ao estímulo-alvo sob as três condições de dica indicam que sujeito empregou orientação encoberta da atenção . 

### Orientação aberta e encoberta da atenção
A orientação aberta da atenção corresponde às mudanças de foco atencional que podem ser constatadas por um observador externo, por exemplo quando o sujeito executa movimentos sacádicos ou de cabeça. Por sua vez, a orientação encoberta corresponde puramente a mecanismos centrais de controle atencional, independentes de respostas motoras. É possível diferenciar a orientação aberta e encoberta da atenção no paradigma de dicas preditivas ao rastrear o movimento ocular dos sujeitos. Isto pode ser feito por sistemas de vídeo ou eletrodos posicionados ao redor dos olhos. 
	Quando atentamos para uma localização, mesmo sem olhar diretamente para ela,  o processamento de estímulos naquele dado local é facilitado e o tempo necessário para responder a eles diminui. Na tarefa de dicas preditivas, isto resulta em tempos de reação menores para alvos indicados por dicas válidas  e em tempos de reação mais lentos em resposta a alvos que sucedem dicas inválidas: “As latências de detecção são reduzidas quando sujeitos recebem uma dica que indica o sinal vai ocorrer no campo visual” (Posner, Snyder & Davidson, 1980) . Mudanças encobertas do foco atencional não só diminuem os tempos de reação, mas também resultam no processamento mais intenso de estímulos e aumentam a probabilidade do sujeito detectar um evento de intensidade próxima ao limiar sensorial na periferia do campo visual (tal como um pequeno aumento de luminância que não seria notado se a atenção estivesse alocada para outro lugar).

### Stimulus onset asynchrony (SOA)
O intervalo de tempo entre o aparecimento da dica e o aparecimento do estímulo-alvo é chamado de stimulus onset asynchrony (SOA, assincronia do início de estímulo, em tradução livre). Estudos prévios que usaram esta tarefa de dicas espaciais encontraram que, em adição à validade da dica, as reações comportamentais dos sujeitos também foi afetado pelo SOA. O efeito do SOA varia de acordo o uso de dicas centrais ou periféricas. 

## História

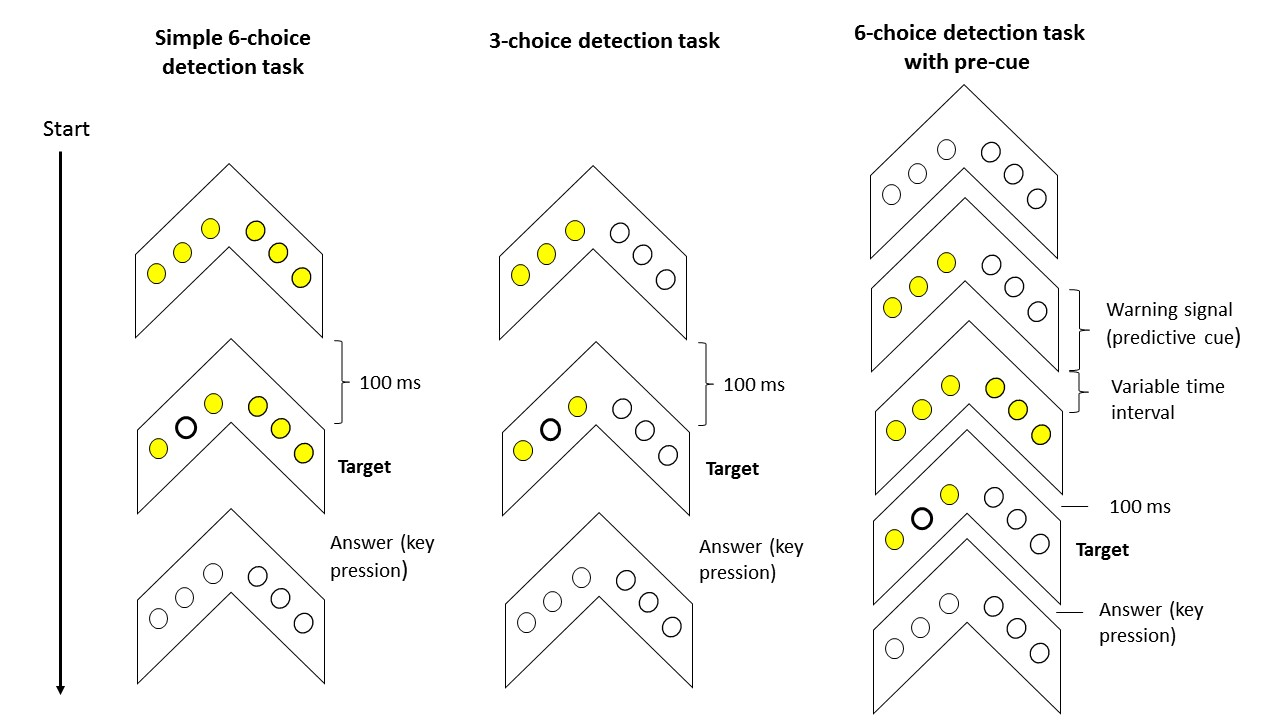
Explicação esquemática do experimento de J. Alfred Leonard (1958). O sujeito deve detectar quando uma das lâmpadas se apaga e pressionar a chave correspondente à lâmpada correta. O acender e piscar de lâmpadas de um braço da estrutura funciona como uma dica preditiva, informando o local da alvo ao sujeito.

Em artigo publicado em 2014 , Posner diz que a inspiração para o paradigma de dicas preditivas veio do trabalho de J. Alfred Leonard, publicado em 1958. Leonard estava
	interessado em estudar o tempo necessário para um humano processar um bit de informação. Para tal, usou um aparato que continha seis lâmpadas de neon presas em uma estrutura preta de metal, formada por dois braços metálicos unidos no formato de “V” invertido, cada qual com três lâmpadas. Esta estrutura era conectada a um painel de controle com uma chave correspondente a cada lâmpada. O aparelho usado no experimento foi construído por Leonard e ele mesmo foi o único sujeito do estudo. Na condição controle, o experimento se iniciava com seis ou três lâmpadas (de um único braço) sendo acesas ao mesmo tempo; depois de 100 milissegundos, uma das lâmpadas acesas era apagada e o sujeito devia pressionar o mais rápido possível a chave correspondente àquela lâmpada. A pressão da chave correta acarretava no desligamento das demais lâmpadas acesas. Na condição experimental, as três lâmpadas de um único braço (direito ou esquerdo) piscavam juntas; após um intervalo de tempo manipulado pelo experimentador, as seis lâmpadas se acendiam e então uma das três localizadas no braço que piscou se apagava. Novamente, o sujeito deveria pressionar a chave correspondente à lâmpada apagada o mais rápido possível. O desempenho do sujeito foi medido em número de acertos (pressões corretas às chaves) e tempo de reação.
	O raciocínio do trabalho de Leonard é o seguinte: os tempos de reação do sujeito  são maiores na condição com seis lâmpadas acesas do que na condição com três lâmpadas acesas. Isto ocorre porque, no primeiro caso, o sujeito precisa realizar uma tomada de decisão em duas etapas – isto é, deve primeiro decidir-se entre duas opções (em qual dos dois braços está a lâmpada apagada?), e depois decidir-se entre três opções (qual das três lâmpadas do braço foi apagada?). Na condição experimental, o piscar das três lâmpadas no início da prova funciona como um sinal de aviso de que um sinal específico ocorrerá no braço indicado da estrutura. Desta forma, espera-se que a etapa adicional da tomada de decisão - referente aos dois braços – seja abreviada, já que o sujeito sabe antecipadamente em qual dos braços está a lâmpada a se apagar. 
	Na teoria de processamento de informação, bit é uma unidade mínima de informação. No experimento de Leonard, considera-se que o sujeito recebe dois bits de informação na condição de seis lâmpadas, já que a informação sobre a localização da lâmpada apagada pode ser desmembrada em duas unidades: 1) qual dos dois braços está a lâmpada e 2) qual das três lâmpadas foi apagada. Ao informar o sujeito qual o braço relevante, oferece-se a ele um bit de informação que deve ser percebida, codificada e interpretada, isto é, processada. O objetivo do experimento era averiguar qual o intervalo mínimo de tempo entre o sinal de aviso e o sinal específico para o desempenho do sujeito na condição escolha entre seis opções se igualar ao desempenho na de escolha entre três opções. Este intervalo de tempo seria o necessário para um humano processar um bit de informação.
	O trabalho de Leonard antecipou o paradigma de dicas preditivas de Posner porque foi ele o primeiro a usar um sinal de aviso (posteriormente chamado de dica preditiva) antes da emissão de um estímulo. Posner classificou o estudo de Leonard como “brilhante”  e considera que ele foi largamente esquecido porque a teoria do processamento da informação não foi capaz de resolver todos os problemas da psicologia, caindo em desuso entre os psicólogos experimentais.

## Achados experimentais
- Variações do paradigma de Posner foram usadas em muitos estudos para aferir o efeito de danos cerebrais focais ou desordens na capacidade atencional, bem como para entender melhor o funcionamento da atenção espacial em pessoas saudáveis. As descobertas descritas a seguir são exemplos de resultados que foram estabelecidos por meio do uso paradigma de dicas preditivas.
- A mudança do foco atencional para uma área ocorre antes de qualquer movimento ocular [1]. A atenção espacial não é completamente dependente de input visual consciente [1].
- Dano a áreas do mesencéfalo e doença de Parkinson afetam a habilidade de direcionar a atenção[11] [12].
- Danos ao lobo parietal afetam a habilidade de orientar a atenção e detectar alvos em provas com dicas inválidas (quando os alvos são apresentados no lado oposto ao indicado pela dica)[12].
- Crianças com transtorno do déficit de atenção e hiperatividade (TDAH) têm tempos de reações mais lentos tanto em provas do dicas válidas e inválidas quando comparadas com crianças de desenvolvimento típico, especialmente para alvos apresentados no campo visual esquerdo. Entretanto, assim como crianças com desenvolvimento típico, elas têm performance melhor nas provas com dicas válidas do que inválidas [12].
- A atenção espacial visual endógena e exógena são subjacentes a redes neurais interativas, ainda que separáveis[13] [14] [15] [16] [17]. Entretanto, alguns pesquisadores sugerem que as mudanças de atenção exógena e endógena são mediadas pela mesma rede frontoparietal (envolvendo os córtices pré-motor, parietal posterior, frontal medial e frontal inferior direito).[18][19]
- A atenção é afetada pela idade: quando comparados aos mais jovens, observadores mais velhos mostram maior dificuldade e atraso em desengajar-se de dicas e realocar o foco da atenção.[20]
- A reorientação da atenção aos objetos em um espaço 3D está relacionada à proximidade entre o observador e o alvo e à não-expectativa de eventos no espaço.[21]